# Betaalwijze
Betalen kan een schuld vereffenen of verkleinen, ook kan bij een aankoop de betaling van de prijs gepaard gaan met overhandiging van de koopwaar, of het kan gaan om een betaling vooraf. Betalen kan met contant geld of met giraal geld door een opdracht te geven geld over te maken. Handel kan ook worden bedreven door in natura te betalen, door het wederzijds verlenen van een dienst door het uitwisselen van goederen of door een combinatie van beide, maar dit wordt niet als een betaalwijze gezien.
Er zijn twee vormen waarbij iemand geld ontvangt, zonder daarvoor een duidelijke prestatie te verrichten. Dat is het geval bij een schenking of wanneer iemand per ongelukk geld ontvangt, bij een onverschuldigde betaling.
Afrekenen betekent betalen. Afrekenen wordt vooral in cafés en restaurants, in de horeca, in plaats van betalen gezegd.

## Overzicht

### Contant geld
- Contant geld, door het overhandigen van een universeel ruilmiddel met algemeen geaccepteerde waarde, in de vorm van munten en bankbiljetten.
- Door contant geld bij een bank op de rekening van de begunstigde te storten. Hier zijn kosten aan verbonden.
- Betaling onder rembours. Betaling van verstuurde producten vindt plaats bij aflevering, er wordt betaald aan de transporteur.
- Door contant geld te storten bij een agentschap, waarna de begunstigde het geld afhaalt bij een ander agentschap. Dit is vrij kostbaar maar kan zijn nut hebben als de betaler of de begunstigde geen bankrekening heeft, of als een (internationale) overboeking ook duur is.

### Giraal geld
- overschrijvingsformulier
- cheque - worden in Nederland niet meer gebruikt
- betaalkaart / pinnen / contactloos betalen
- internetbankieren
- digitale nota - elektronische, huidige, vorm van de voormalige acceptgiro

Er wordt in de digitale nota meestal een QR-code opgenomen, zodat de ontvanger rechtstreeks met internetbankieren kan betalen.
- tikkie

Een overschrijving kan ook met één opdracht periodiek worden uitgevoerd. Na eenmalige of doorlopende machtiging kan ook de begunstigde door automatische incasso bedragen van de bankrekening van de betaler halen. Behoudens uitzonderingen kan degene ten laste van wie de betaling is verricht deze binnen een bepaalde termijn terugdraaien, te storneren.

### Online betaalmethoden
Verder zijn er steeds meer betaalmethoden die via het internet of mobiele telefoon lopen. Hierbij staan het bedrag en de crediteur vaak vast en hoeft de debiteur alleen de betaling goed te keuren. Online betaalmethoden worden in de meeste gevallen door zogenaamde payment providers mogelijk gemaakt. Enkele voorbeelden van betaalmethoden zijn:
- iDEAL
- Creditcard
- Klarna
- MiniTix
- PingPing
- Bancontact/Mister Cash
- PayPal

In opkomst is het betalen via een blockchain, hetzij met cryptogeld, hetzij in fiduciair geld.

### Voormalige methoden
- acceptgiro
- betaalcheque of girobetaalkaart - Het verschil met een cheque was dat de bank de betaling garandeerde.
- chipknip - wordt in Nederland niet meer gebruikt.
- Wallie-card - prepaid betaalkaart

## Belgische wetgeving
In euro gedenomineerde bankbiljetten en muntstukken zijn in België het wettige betaalmiddel. In aanvulling op contante betaling moeten ondernemingen, voor betalingen in euro van consumenten die daar aanwezig zijn, een elektronisch betaalmiddel aanbieden.